# 1. HFK Olomouc

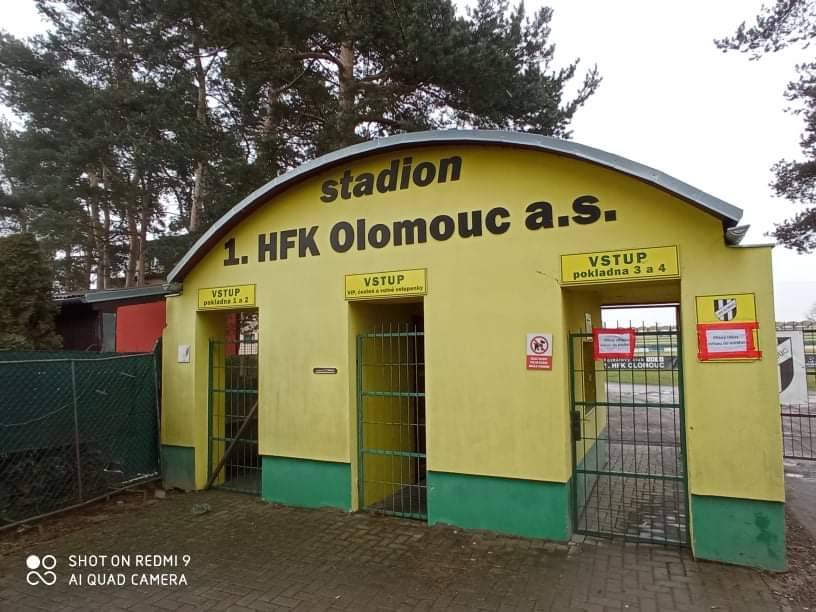
Vstup do areálu HFK

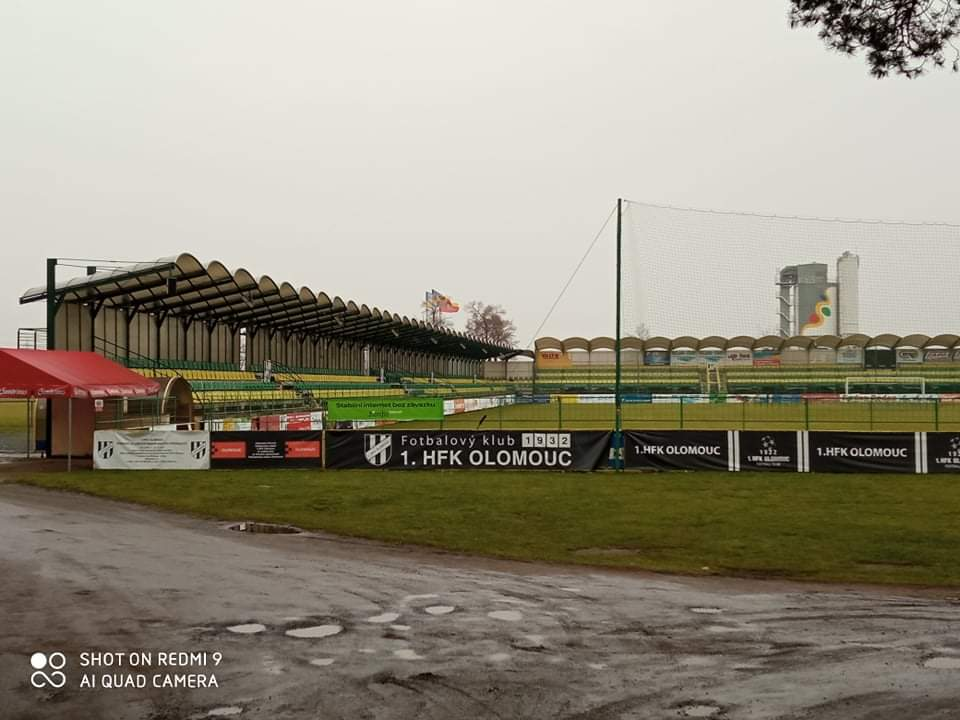
Stadion 1.HFK Olomouc

1. HFK Olomouc (celým názvem: První holický fotbalový klub Olomouc) je český fotbalový klub, který sídlí v moravském městě Olomouc (městská část Holice) v Olomouckém kraji. Mezi největší úspěchy klubu patří účast v 9 ročnících 2.ligy. Od sezony 2018/19 působí v moravskoslezské Divize E. 
Klubové barvy jsou černá a bílá.

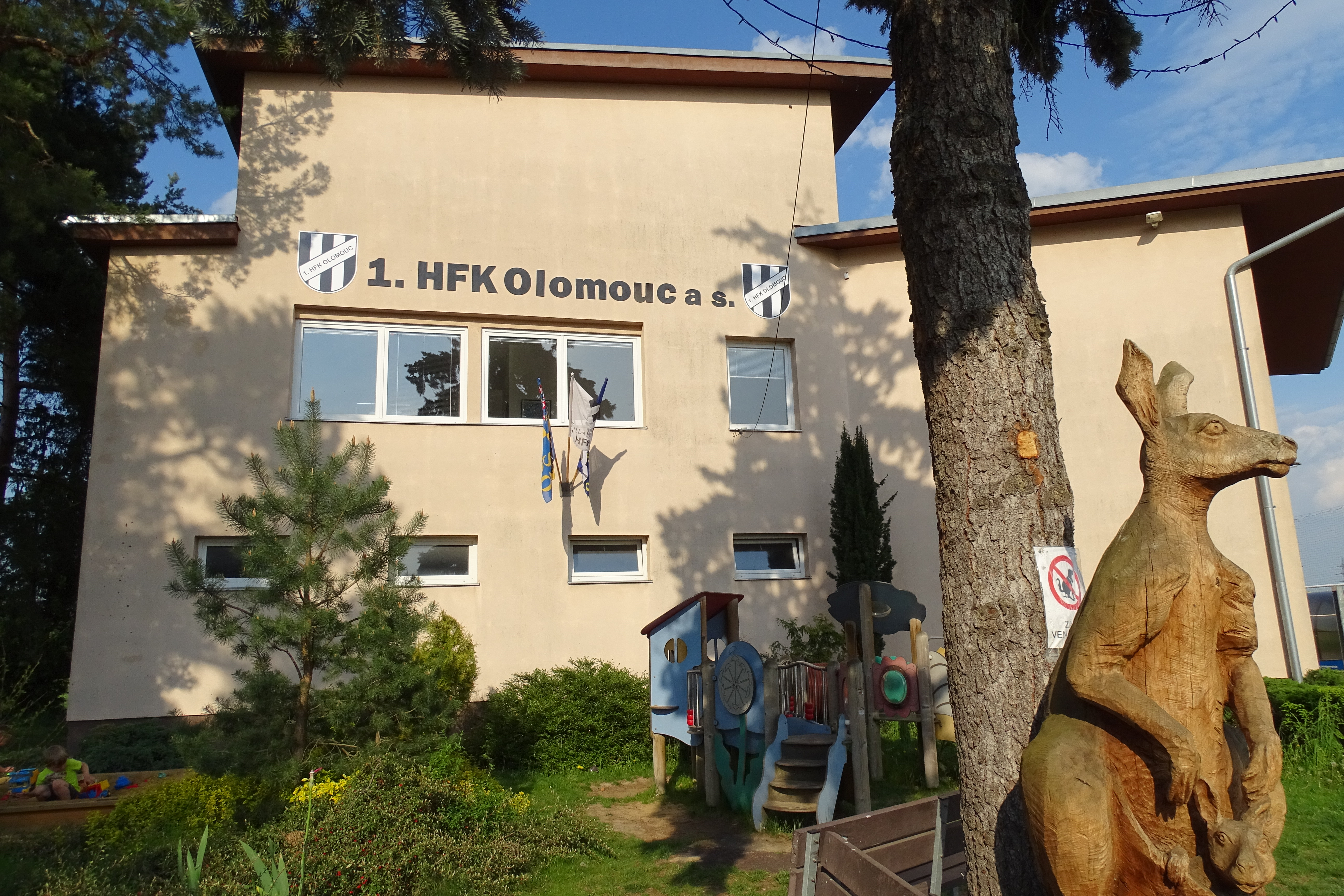
Sportovní zázemí stadionu 1. HFK Olomouc

Své domácí zápasy odehrává na stadionu FK Holice, který má kapacitu 2 900 diváků.

## Historie
Klub byl založen v roce 1932 jako FK Holice 1932 a na pozemku, pronajatém od Solných mlýnů, si vybudoval pěkné oplocené škvárové hřiště. Do války hrál v olomouckých okresních soutěžích. Po Únoru 1948 spadal klub pod Sokol Holice, v roce 1950 přijal název Závodní sokolská jednota Holice. V roce 1953 byla znovu reorganizována tělovýchova, a tak klub dostal jméno TJ Spartak Holice. V roce 1968 se na 4 roky vrátil název Sokol Holice, od roku 1972 až do 1994 nesl klub jméno TJ Olomouc–Holice. Holice se celou tuto dobu pohybovalo na krajské a okresní úrovni.
V roce 1994 došlo ke sloučení s FC Lokomotiva Olomouc a návratu k tradičnímu názvu FK Holice 1932. V sezóně 1995/96 Holice poprvé v historii postoupila do divize, o tři roky později do MSFL, kterou hned jako nováček vyhrála, a dostala se tak do 2. ligy. Působení v profesionální soutěži donutilo vedení založit akciovou společnost, a to pod názvem 1. HFK Olomouc, jak se klub od sezóny 2001/02 jmenuje. Před sezónou 2004/05 byl do HFK Olomouc sloučen FK Hodolany se všemi mládežnický družstvy. Hodolany byly založeny v roce 1912, a patřily tak mezi nejstarší kluby na Moravě. K osamostatnění a obnově hodolanského klubu došlo v roce 2015.

## Historické názvy
Zdroj: 
- 1932 – FK Holice 1932 (Fotbalový klub Holice 1932)
- 1948 – JTO Sokol Holice (Jednotná tělovýchovná organizace Sokol Holice)
- 1950 – ZSJ Holice (Závodní sportovní jednota Holice)
- 1953 – TJ Spartak Holice (Tělovýchovná jednota Spartak Holice)
- 1968 – TJ Sokol Holice (Tělovýchovná jednota Sokol Holice)
- 1972 – TJ Olomouc–Holice (Tělovýchovná jednota Olomouc-Holice)
- 1994 – fúze s FC Lokomotiva Olomouc ⇒ FK Holice 1932 (Fotbalový klub Holice 1932)
- 2001 – 1. HFK Olomouc (První holický fotbalový klub Olomouc)
- 2004 – fúze s FK Hodolany (1912–2004; osamostatnění v roce 2015[1]) ⇒ název nezměněn

## Umístění v jednotlivých sezonách
Stručný přehled
Zdroj: 
- 1973–1976: I. B třída Severomoravského kraje – sk. E
- 1978–1979: I. B třída Severomoravského kraje – sk. E
- 1991–1996: Hanácký župní přebor
- 1996–1999: Divize E
- 1999–2000: Moravskoslezská fotbalová liga
- 2000–2004: 2. liga
- 2004–2005: Moravskoslezská fotbalová liga
- 2005–2009: 2. liga
- 2009–2012: Moravskoslezská fotbalová liga
- 2012–2013: Fotbalová národní liga
- 2013–2018: Moravskoslezská fotbalová liga
- 2018–2025: Divize E
- 2025–: Přebor Olomouckého kraje

Jednotlivé ročníky
Zdroj: 
Legenda: Z - zápasy, V - výhry, R - remízy, P - porážky, VG - vstřelené góly, OG - obdržené góly, +/- - rozdíl skóre, B - body, červené podbarvení - sestup, zelené podbarvení - postup, fialové podbarvení - reorganizace, změna skupiny či soutěže
| Československo (1973 – 1993) |                                           |        |    |    |    |    |    |    |     |    |        |
| Sezóny                       | Liga                                      | Úroveň | Z  | V  | R  | P  | VG | OG | +/− | B  | Pozice |
| 1973/74                      | I. B třída Severomoravského kraje – sk. E | 7      | 22 | 8  | 5  | 9  | 33 | 36 | −3  | 21 | 7.     |
| 1974/75                      | I. B třída Severomoravského kraje – sk. E | 7      | 22 | 11 | 6  | 5  | 57 | 35 | +22 | 28 | 2.     |
| 1975/76                      | I. B třída Severomoravského kraje – sk. E | 7      | 22 | 4  | 1  | 17 | 34 | 61 | −27 | 9  | 12.    |
| ...                          |                                           |        |    |    |    |    |    |    |     |    |        |
| 1978/79                      | I. B třída Severomoravského kraje – sk. E | 6      | 22 | 10 | 7  | 5  | 42 | 42 | 0   | 27 | 3.     |
| ...                          |                                           |        |    |    |    |    |    |    |     |    |        |
| 1991/92                      | Hanácký župní přebor                      | 5      | 26 | 14 | 6  | 6  | 44 | 30 | +14 | 34 | 2.     |
| 1992/93                      | Hanácký župní přebor                      | 5      | 26 | 7  | 9  | 10 | 34 | 45 | −11 | 23 | 9.     |
| Česko (1993 – )              |                                           |        |    |    |    |    |    |    |     |    |        |
| Sezóny                       | Liga                                      | Úroveň | Z  | V  | R  | P  | VG | OG | +/− | B  | Pozice |
| 1993/94                      | Hanácký župní přebor                      | 5      | 30 | 10 | 7  | 13 | 31 | 38 | −7  | 27 | 8.     |
| 1994/95                      | Hanácký župní přebor                      | 5      | 30 | 17 | 10 | 3  | 64 | 28 | +36 | 61 | 2.     |
| 1995/96                      | Hanácký župní přebor                      | 5      | 28 | 24 | 4  | 0  | 82 | 17 | +65 | 76 | 1.     |
| 1996/97                      | Divize E                                  | 4      | 30 | 17 | 5  | 8  | 56 | 32 | +24 | 56 | 2.     |
| 1997/98                      | Divize E                                  | 4      | 30 | 20 | 4  | 6  | 83 | 39 | +44 | 64 | 2.     |
| 1998/99                      | Divize E                                  | 4      | 30 | 26 | 3  | 1  | 78 | 15 | +63 | 81 | 1.     |
| 1999/00                      | Moravskoslezská fotbalová liga            | 3      | 28 | 16 | 7  | 5  | 52 | 37 | +15 | 55 | 1.     |
| 2000/01                      | 2. liga                                   | 2      | 30 | 10 | 5  | 15 | 38 | 45 | −7  | 35 | 12.    |
| 2001/02                      | 2. liga                                   | 2      | 30 | 10 | 8  | 12 | 36 | 39 | −3  | 38 | 9.     |
| 2002/03                      | 2. liga                                   | 2      | 30 | 9  | 11 | 10 | 39 | 39 | 0   | 38 | 10.    |
| 2003/04                      | 2. liga                                   | 2      | 30 | 7  | 11 | 12 | 21 | 35 | −14 | 32 | 15.    |
| 2004/05                      | Moravskoslezská fotbalová liga            | 3      | 30 | 21 | 5  | 4  | 60 | 23 | +37 | 68 | 1.     |
| 2005/06                      | 2. liga                                   | 2      | 30 | 9  | 14 | 7  | 27 | 31 | −4  | 41 | 6.     |
| 2006/07                      | 2. liga                                   | 2      | 30 | 16 | 5  | 9  | 40 | 28 | +12 | 53 | 3.     |
| 2007/08                      | 2. liga                                   | 2      | 30 | 11 | 8  | 11 | 33 | 38 | −5  | 41 | 8.     |
| 2008/09                      | 2. liga                                   | 2      | 30 | 5  | 12 | 13 | 32 | 42 | −10 | 27 | 15.    |
| 2009/10                      | Moravskoslezská fotbalová liga            | 3      | 28 | 14 | 6  | 8  | 53 | 33 | +20 | 48 | 2.     |
| 2010/11                      | Moravskoslezská fotbalová liga            | 3      | 28 | 19 | 5  | 4  | 53 | 13 | +40 | 62 | 2.     |
| 2011/12                      | Moravskoslezská fotbalová liga            | 3      | 30 | 18 | 10 | 2  | 63 | 21 | +42 | 64 | 1.     |
| 2012/13                      | Fotbalová národní liga                    | 2      | 30 | 15 | 5  | 10 | 41 | 44 | −3  | 50 | 4.     |
| 2013/14                      | Moravskoslezská fotbalová liga            | 3      | 30 | 10 | 8  | 12 | 39 | 35 | +4  | 38 | 10.    |
| 2014/15                      | Moravskoslezská fotbalová liga            | 3      | 30 | 8  | 7  | 15 | 29 | 54 | −25 | 31 | 14.    |
| 2015/16                      | Moravskoslezská fotbalová liga            | 3      | 30 | 6  | 8  | 16 | 27 | 54 | −27 | 26 | 14.    |
| 2016/17                      | Moravskoslezská fotbalová liga            | 3      | 30 | 9  | 8  | 13 | 31 | 52 | −21 | 35 | 13.    |
| 2017/18                      | Moravskoslezská fotbalová liga            | 3      | 30 | 6  | 4  | 20 | 39 | 74 | −35 | 22 | 15.    |
| 2018/19                      | Divize E                                  | 4      | 30 | 8  | 6  | 16 | 39 | 59 | −20 | 30 | 13.    |
| 2019/20 **                   | Divize E                                  | 4      | 13 | 9  | 1  | 3  | 26 | 12 | +14 | 28 | 3.     |
| 2020/21 **                   | Divize E                                  | 4      | 10 | 3  | 0  | 7  | 16 | 24 | −8  | 9  | 12.    |
| 2021/22                      | Divize E                                  | 4      | 26 | 7  | 4  | 15 | 33 | 54 | −21 | 25 | 12.    |
| 2022/23                      | Divize E                                  | 4      | 26 | 4  | 3  | 19 | 25 | 58 | −33 | 15 | 14.    |
| 2023/24                      | Divize E                                  | 4      | 30 | 8  | 8  | 14 | 30 | 50 | −20 | 32 | 11.    |
| 2024/25                      | Divize E                                  | 4      | 28 | 7  | 3  | 18 | 35 | 66 | -31 | 24 | 15.    |

**= sezona předčasně ukončena z důvodu pandemie covidu-19.

## 1. HFK Olomouc „B“
1. HFK Olomouc „B“ byl rezervní tým Olomouce. Největšího úspěchu dosáhl klub v sezónách 2008/09, 2009/10 a 2017/18, kdy se v Přeboru Olomouckého kraje (5. nejvyšší soutěž) umístil na 2. místě. V sezoně 2023/24 se nepřihlásil do žádné soutěže

### Umístění v jednotlivých sezonách
Stručný přehled
Zdroj: 
- 2005–2006: I. A třída Olomouckého kraje – sk. B
- 2006–2019: Přebor Olomouckého kraje
- 2019– : I. A třída Olomouckého kraje – sk. B

Jednotlivé ročníky
Zdroj: 
Legenda: Z - zápasy, V - výhry, R - remízy, P - porážky, VG - vstřelené góly, OG - obdržené góly, +/- - rozdíl skóre, B - body, červené podbarvení - sestup, zelené podbarvení - postup, fialové podbarvení - reorganizace, změna skupiny či soutěže
| Česko (2005 – ) |                                      |        |    |    |       |    |     |    |     |    |        |
| Sezóny          | Liga                                 | Úroveň | Z  | V  | R     | P  | VG  | OG | +/− | B  | Pozice |
| 2005/06         | I. A třída Olomouckého kraje – sk. B | 6      | 26 | 19 | 5     | 2  | 103 | 36 | +67 | 62 | 1.     |
| 2006/07         | Přebor Olomouckého kraje             | 5      | 30 | 15 | 6     | 9  | 56  | 34 | +22 | 51 | 4.     |
| 2007/08         | Přebor Olomouckého kraje             | 5      | 30 | 18 | 4     | 8  | 70  | 32 | +38 | 58 | 3.     |
| 2008/09         | Přebor Olomouckého kraje             | 5      | 30 | 17 | 6     | 7  | 59  | 36 | +23 | 57 | 2.     |
| 2009/10         | Přebor Olomouckého kraje             | 5      | 30 | 20 | 4     | 6  | 59  | 29 | +30 | 64 | 2.     |
| 2010/11         | Přebor Olomouckého kraje             | 5      | 30 | 16 | 1     | 13 | 54  | 42 | +12 | 49 | 4.     |
| 2011/12         | Přebor Olomouckého kraje             | 5      | 30 | 15 | 9     | 6  | 65  | 39 | +26 | 54 | 3.     |
| 2012/13         | Přebor Olomouckého kraje             | 5      | 30 | 15 | 7     | 8  | 63  | 37 | +26 | 52 | 4.     |
| 2013/14         | Přebor Olomouckého kraje             | 5      | 28 | 14 | 5     | 9  | 53  | 38 | +15 | 47 | 4.     |
| 2014/15         | Přebor Olomouckého kraje             | 5      | 30 | 11 | 5     | 14 | 55  | 52 | +3  | 38 | 11.    |
| 2015/16         | Přebor Olomouckého kraje             | 5      | 30 | 15 | 4     | 11 | 44  | 45 | −1  | 49 | 5.     |
| 2016/17         | Přebor Olomouckého kraje             | 5      | 28 | 12 | 1 / 3 | 12 | 61  | 47 | +14 | 41 | 7.     |
| 2017/18         | Přebor Olomouckého kraje             | 5      | 26 | 16 | 1 / 1 | 8  | 53  | 22 | +31 | 51 | 2.     |
| 2018/19         | Přebor Olomouckého kraje             | 5      | 28 | 5  | 4     | 19 | 30  | 71 | −41 | 22 | 15.    |
| 2019/20 **      | I. A třída Olomouckého kraje – sk. B | 6      | 14 | 8  | 1 / 2 | 3  | 36  | 29 | +6  | 28 | 5.     |
| 2020/21 **      | I. A třída Olomouckého kraje – sk. B | 6      | 10 | 7  | 0     | 3  | 35  | 15 | +20 | 21 | 3.     |
| 2021/22         | I. A třída Olomouckého kraje – sk. B | 6      | 24 | 16 | 0     | 8  | 58  | 38 | +20 | 46 | 4.     |
| 2022/23         | I. A třída Olomouckého kraje – sk. B | 6      | 26 | 15 | 8     | 3  | 73  | 32 | +41 | 53 | 3.     |

Poznámky:
- V sezonách 2016/17 - 2021/22 (včetně) se hrálo v Olomouckém kraji tímto způsobem: Pokud zápas skončí nerozhodně, kope se penaltový rozstřel. Jeho vítěz bere 2 body, poražený pak jeden bod. Za výhru po 90 minutách jsou 3 body, za prohru po 90 minutách není žádný bod.

**= sezona předčasně ukončena z důvodu pandemie covidu-19.